# Марр Микола Якович

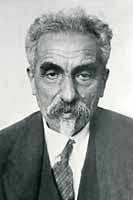
Марр Микола Якович

Микола Якович Марр (груз. ნიკოლოზ მარი; рос. Марр Николай Яковлевич; 25 грудня 1864 (6 січня 1865), Кутаїсі, Грузія — 20 грудня 1934, Ленінград, СРСР) — радянський лінгвіст-сходознавець, історик, етнограф, археолог, академік Петербурзької академії наук, віце-президент АН СРСР. Після Жовтневого перевороту став широковідомий як автор псевдонаукової яфетичної теорії, що панувала в радянському мовознавстві у 1930–1950-х роках.

## Біографічні відомості
Народився на Кавказі в місті Кутаїсі. Закінчив кутаїську гімназію. Директором гімназії на той час був український педагог та етнограф, член Старої громади, Олександр Стоянов, який в умовах тотальної русифікації субсидіював видання гімназійного журналу грузинською мовою («Доля»), де відбувся літературний дебют Миколи Марра як історика. У 1890 р. закінчив Петербурзький університет, згодом став професором цього ж університету. У 1912 р. обраний дійсним членом Петербурзької академії наук. Зробив вагомий внесок у вірмено-грузинську філологію, зокрема дослідив і опублікував низку давніх пам'яток вірменської та грузинської літератур, започаткував серію «Тексти та розвідки з вірмено-грузинської філології» (рос. Тексты и разыскания по армяно-грузинской филологии, 1900—1913). Досліджував також кавказькі мови (картвельські, абхазьку), історію, археологію й етнографію Кавказу.

## Нагороди
- Лауреат премії імені В. І. Леніна Комуністичної академії суспільних наук.
- Нагороджений Орденом Леніна.